# Felip de França, duc d'Orléans

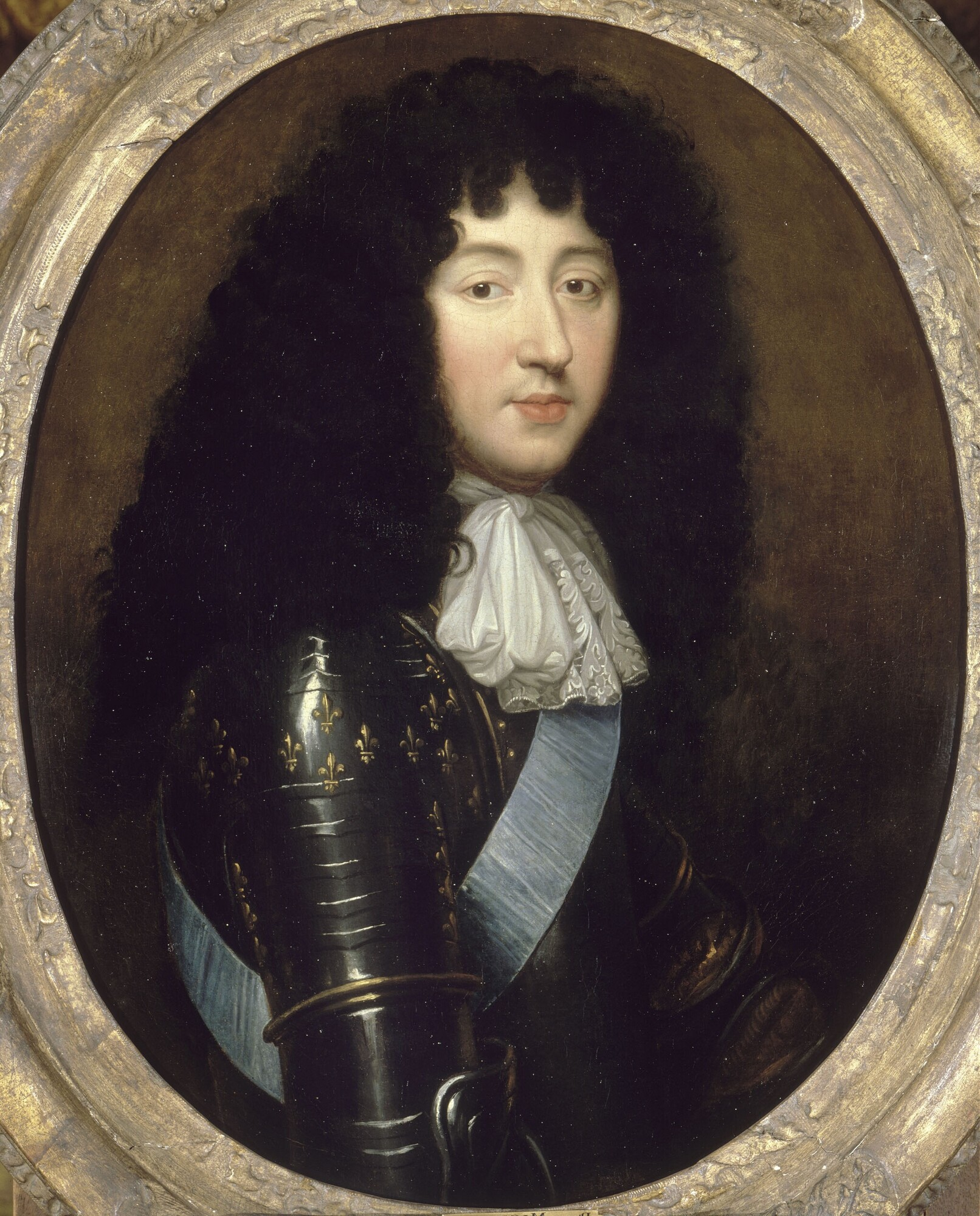
El príncep Felip de França, primer duc d'Orleans.

Felip de França dit també Felip II d'Orléans o Felip IV de Valois i també Felip d'Orleans i de Valois (nascut el 21 de setembre de 1640, Saint-Germain-en-Laye - 9 de juny de 1701, castell de Saint-Cloud) fou un príncep de França, Duc d'Orleans per ser el primer duc de la seva nissaga a Orleans i el primer duc d'aquest nom a Valois (abans era un comtat) i de Valois. Fou conegut principalment sota el seu títol de duc d'Orleans o com Monsieur. Els seus descendents directes formaren la branca menor d'Orleans o casa de Borbó que ha subsistit fins als nostres dies.

## Família

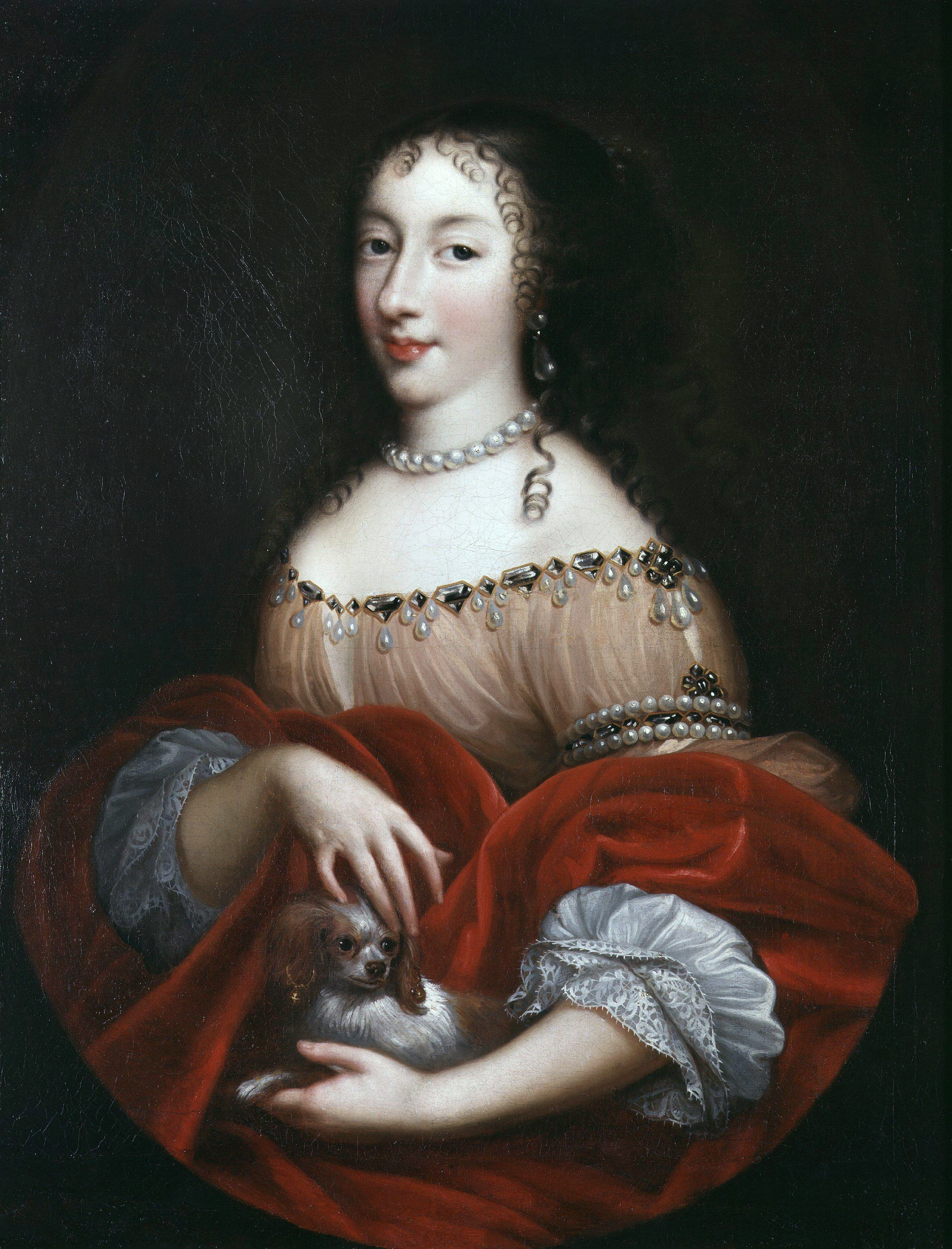
Enriqueta d'Anglaterra.

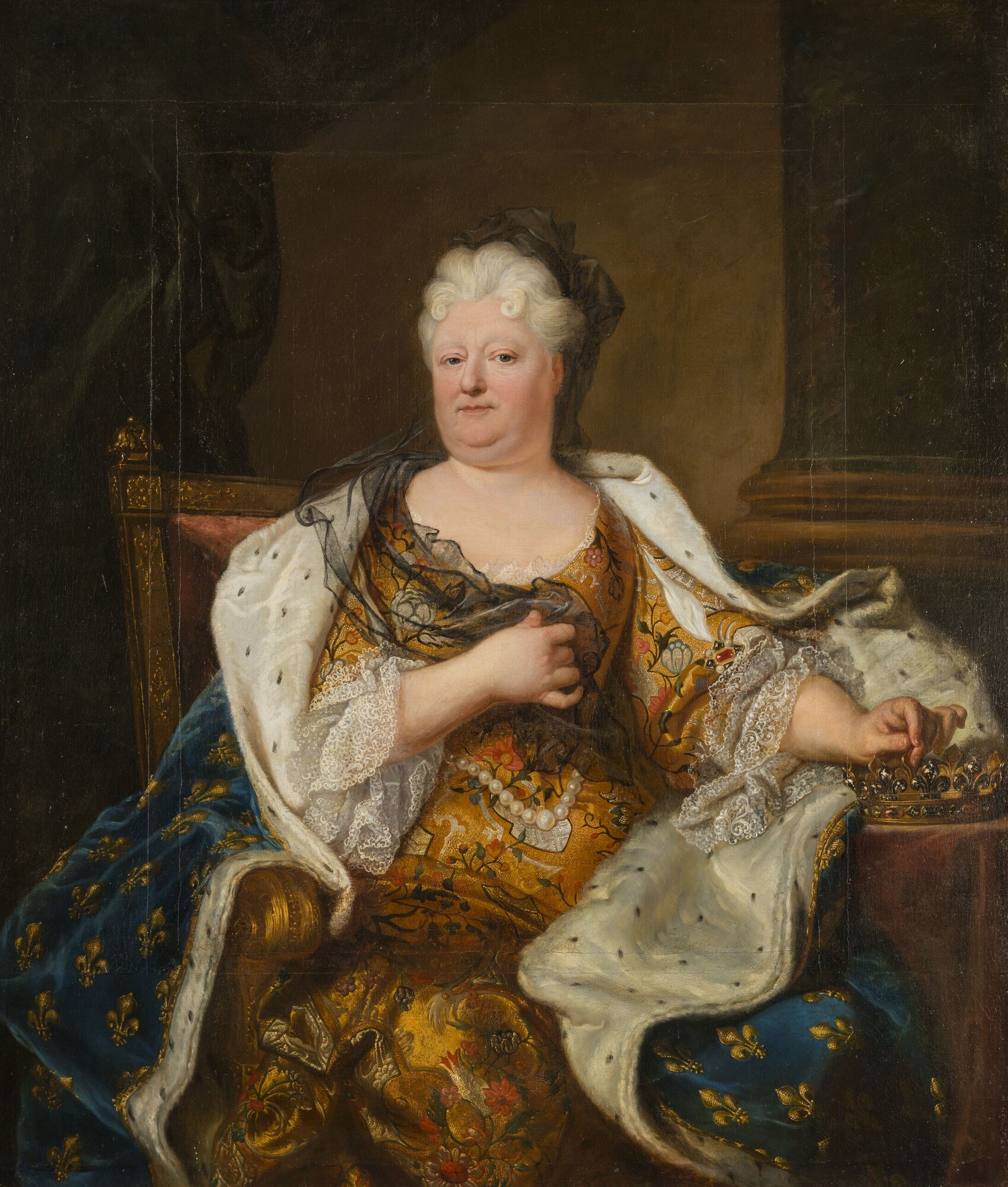
La princesa Palatina.

Segon fill del rei Lluís XIII de França i de Navarra i d'Anna d'Àustria, i germà de Lluís XIV.
Es va casar dues vegades, dos matrimonis imposats per Lluís XIV. El primer, amb la princesa Enriqueta d'Anglaterra, destinat a estrènyer els vincles dels dos països. Aquesta última no viurà només de festes i tindrà diversos amants, dels quals (segons els historiadors) el mateix Lluís XIV, el que irritarà a Felip. Pel seu costat, Enriqueta no aguantava als favorits de Monsieur. Tindran amb tot tres fills.
El 31 de març de l'any 1661 contragué matrimoni amb la princesa Enriqueta d'Anglaterra, filla del rei Carles I d'Anglaterra i de la princesa Enriqueta Maria de França. La parella tingué quatre fills dels quals tres van sobreviure al part i dos arribaren a edat adulta:
- SAR la princesa Maria Lluïsa d'Orleans, nascuda el 27 de març de 1662 a Saint-Cloud i morta el 12 de febrer de 1689 a Madrid. Es va casar amb el rei Carles II d'Espanya i fou reina, però no va tenir descendència.
- SAR el príncep Felip Carles d'Orleans, duc de Valois (Felip V), nat el 16 de juliol de 1664 a Saint-Cloud i mort el 8 de desembre de 1666 a Saint-Cloud.
- Una filla nascuda el 9 de juliol de 1665, però morta al néixer.
- SAR la princesa Anna Maria d'Orleans, nascuda a Saint-Cloud el 27 d'agost de 1669 i morta a Torí el 26 d'agost de 1728. Es casà amb el rei Víctor Amadeu II de Savoia i fou reina de Sardenya. Va heretar per la seva mare de la senuoritat de la successió reial britànica (successió jacobita), que va transmetre a la seva descendència dins la dinastia Savoia. D'aquesta línia són doncs procedents molts prínceps italians i espanyols.

Quan acabava d'obtenir del rei l'exili del cavaller de Lorena que fou empresonat al castell d'If el 1670, Enriqueta va morir de manera més aviat misteriosa amb només 26 anys (remors d'enverinament pels favorits de Monsieur van circular de seguida, feia pocs dies que el cavaller de Lorena havia estat posat en llibertat). Aquesta mort sobtada de la Senyora valdrà a Jacques-Bénigne Bossuet la cèlebre oració fúnebre: «La Senyora es mor, la Senyora és morta».
Monsieur es va casar llavors el 19 de novembre de 1671 a la catedral de Châlons-en-Champagne amb la Princesa palatina que, venia de Heidelberg, i es va convertir ràpidament al catolicisme a Metz per a l'ocasió. Felip no es va interessar molt per ella (si no fou per obtenir un hereu mascle). No hi havia amor entre ells sinó un respecte mutu i després una certa camaraderia, perquè Felip era un marit més aviat conciliador. Tindran tres fills dels quals el duc de Chartres, futur regent, i la Senyoreta de Chartres, futura duquessa de Lorena i de Bar, ella també regenta dels seus ducats. Després d'haver tingut aquests tres fills, es posaren d'acord per estalviar-se recíprocament el deure conjugal.
El 21 de novembre de 1671 es va casar en segones núpcies amb la princesa Elisabet Carlota del Palatinat, filla de l'elector Carles Lluís del Palatinat i de la princesa Carlota de Hessen-Kassel. La parella tingué tres fills:
- SAR el príncep Alexandre Lluís d'Orleans, duc de Valois, nat el 1673 a Saint-Cloud i mort el 1676 a Saint-Cloud.
- SAR el duc Felip III d'Orleans a vegades II d'Orleans per ser el segon duc de nom Felip de la nissaga (però tercer duc d'Orleans de nom Felip), nat el 2 d'agost de 1674 a Saint-Cloud i mort el 1723 a Versalles. Nomenat al néixer duc de Chartres, va heretar la resta dels títols paterns a la mort del seu pare; fou regent de França a la mort del seu oncle Lluís XIV i per això és conegut també com a Felip d'Orleans el Regent; es va casar amb la princesa Francesca Maria de Blois, madame de Blois. D'aquesta línia són procedents (entre altres) Felip Igualtat, el rei Lluís Felip I de França i tots els pretendents orleanistes al tron de França.
- SAR la princesa Elisabet Carlota d'Orleans, nascuda el 13 de setembre de 1676 a Saint-Cloud i morta el 1744 a Viena. Es casà amb el duc Leopold I de Lorena i fou regent dels ducats de Lorena i Bar (de 1729 a 1737). Van ser els pares de Francesc I, emperador del Sacre Imperi Romanogermànic i, per tant, els avis paterns de la reina Maria Antonieta d'Àustria (1755 - 1793). D'aquesta línia són procedents Napoleó II, fill de Napoleó Bonaparte i de l'archiduqquessa Maria Lluïsa d'Àustria així com tots els Habsburg-Lorena.

## Infantesa i educació

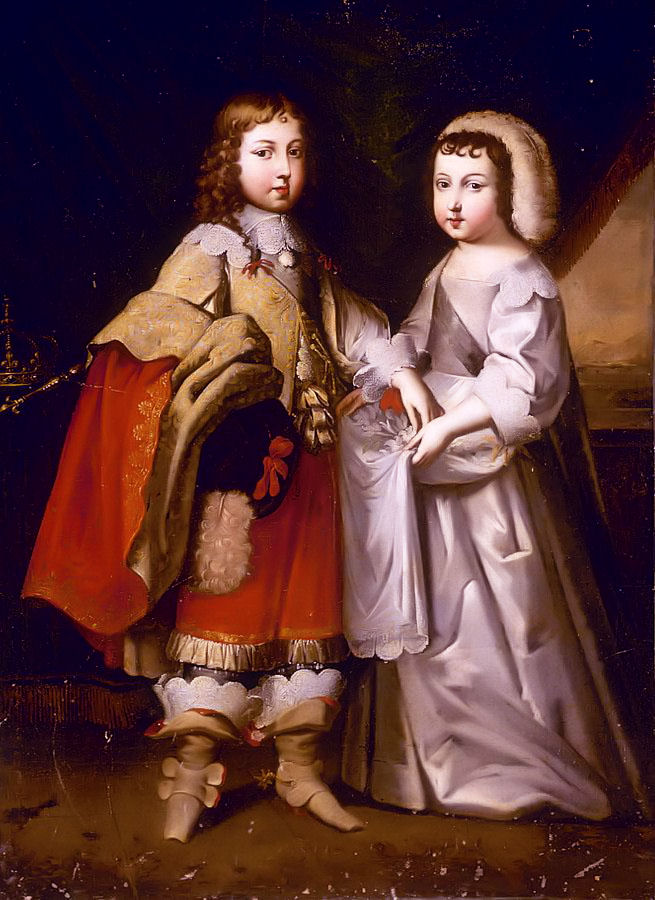
El petit Monsieur (aquí en vestit de noia), amb el seu germà Lluís XIV de França

Va néixer dos anys després del seu germà Lluís XIV de França. En principi fou titulat duc d'Anjou al seu naixement, sent hereu presumpte del tron des de la coronació del seu germà fins al naixement del Gran Delfí (doncs de 1643 a 1661). Felip era net per via paterna del rei Enric IV de França i de la princesa Maria de Mèdici i per via materna del rei Felip III d'Espanya i de l'arxiduquessa Margarida d'Àustria. Felip fou l'únic germà del rei Lluís XIV de França.
Serà anomenat "el petit Senyor" (le petit monsieur) per distingir-lo del seu oncle Gastó de França que llavors era anomenat el gran Senyor (le Grand Monsieur). A la mort de Gastó el 1660 i a l'adveniment de Lluís XIV, Felip portarà plenament el títol de Senyor (Mosieur), germà del rei, i rebrà com a herència el Ducat d'Orleans, el de Valois i el de Chartres (1660). El 1664 va cedir el ducat de Valois al seu fill Felip d'Orleans (Felip V de Valois), però va morir el 1666; el 1673 va cedir el títol de duc de Valois al seu fill Alexandre Lluís, però aquest va morir amb 3 anys (1676) i el pare el va recuperar ambdues vegades.
Tement el cardenal Mazarino i la reina Anna, per temor que fos una font de conflicte perjudicial per al poder del seu germà el rei, van criar al jove príncep com una fille (en fille). En efecte fou criat per tal de fer-ne un noi efeminat i feble, al contrari total del seu germà. Se'l va conduir a jugar regularment amb un altre noi de la seva edat, François-Timoléon de Choisy (futur abat de Choisy), que la mare vestia també de noia sota ordre d'Anna d'Àustria amb l'objectiu de satisfer el petit Senyor Fins i tot si aquest assumpte pot ser atenuat pel fet que portar vestits de dona era en aquell temps normal per als nois de baixa edat (fins a l'edat de sis anys aproximadament), Felip en portarà de manera ocasional fins i tot a l'edat adulta, disfressant-se de dona i li agradava disfressar a dones de la cort. Felip, al qual va ser encoratjat a fer això, va agafar, doncs, gust a portar vestits de dona, maquillar-se i empolvorar-se.
La seva educació fou confiada al preceptor reial François de La Mothe Le Vayer.
Giulio Raimondo Mazzarino també havia portat a França els seus nebots i les seves nebodes (els Mancini). Segons certs historiadors, seria Felip Mancini qui hauria iniciat el jove duc d'Anjou al vici italià, com es deia aleshores de les pràctiques homosexuals (Princesa Palatina, la seva segona esposa, utilitzarà per la seva part el terme de mal francès).
Aquesta estratègia d'educació dels dos prínceps va estar a punt de tanmateix de sortir malament a Mazarí i Anna d'Àustria quan el 1658 Lluís XIV va caure greument malalt (en resposta a una intoxicació alimentària en el moment de la presa de Bergues). Els cortesans van afluir llavors al voltant de Felip, el primer en l'ordre de successió. No obstant això, Lluís va sobreviure a aquest episodi.

## Vida privada

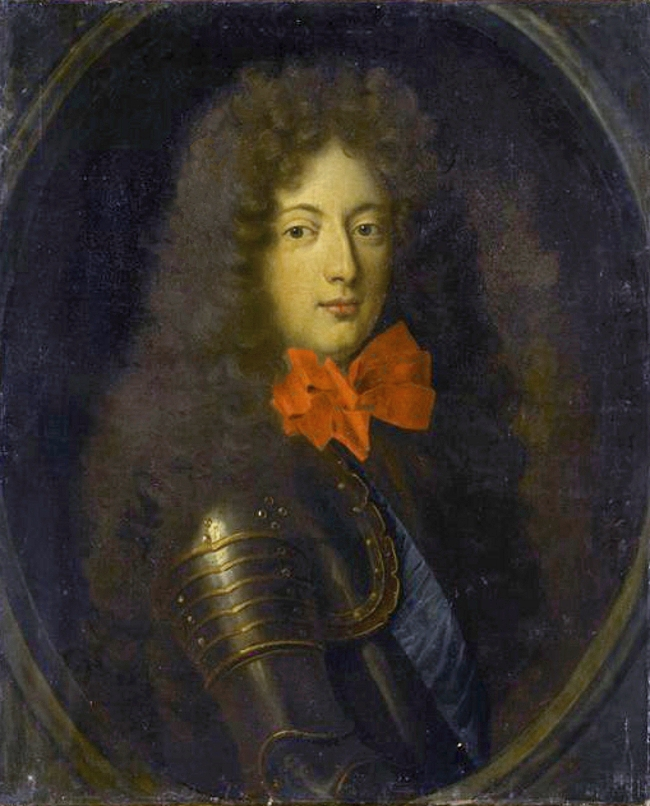
Felip de Lorena (1643-1702)

Llavors, Philippe, homosexual forçat al matrimoni, va ser notòriament conegut per al seu llibertinatge així com per als seus adorns extravagants i el seu tren de vida dispendiós. Tindrà diversos favorits entre els quals el marquès de Châtillon, el comte de Guiche (Armand de Gramont) i sobretot durant trenta anys Felip de Lorena (o Felip de Lorena-Armanyac), el cavaller de Lorena. D'una gran bellesa, aquest últim el manipularà fins a la seva mort, intrigant contra les seves dues dones (anant fins a fer assassinar la primera segons Louis de Rouvroy duc de Saint-Simon.), i obtenint tota mena de favors del qual els millors pisos en cadascuna de les cases de Monsieur o inclús aconseguir suborns sobre els acords que aquest havia pogut obtenir.
Ja envellit, el cavaller de Lorena es farà proveïdor de socis sexuals per al seu amant príncep. El cavaller de Lorena havia estat igualment compromès en la desgràcia del jove Lluís, comte de Vermandois (1667-1683), fill legitimat que el rei havia tingut de la Duquessa de La Vallière. El rei que no tenia en perspectiva més que la descendència dels prínceps de la sang va conservar el cavaller en el cercle del seu germà.

## Herència i finances

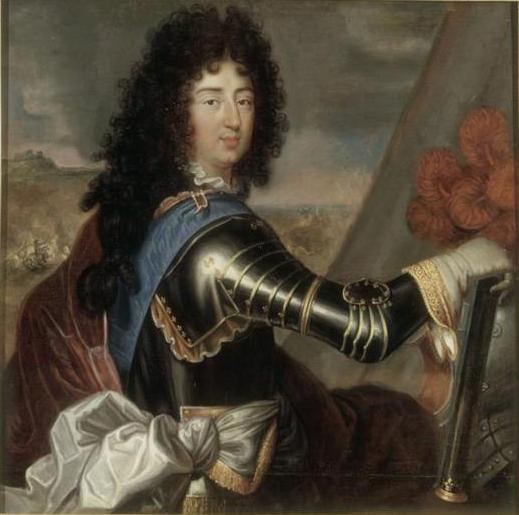
Felip de França portant una armadura amb flors de lliris i el cordó blau de l'Orde del Sant Esperit.

Des del punt de vista financer, l'herència de Monsieur feia d'ell un dels personatges més rics del regne. Dominava entre altres els ducats d'Orléans, de Chartres i de Valois (de 1664 a 1666 va cedir aquest darrer títol al seu fill Felip i de 1673 a 1676 el va cedir al seu fill Alexandre Lluís, però un va morir al cap de dos anys i l'altra al cap de tres), que li asseguraven de viure a l'altura del seu rang, però el seu germà li va denegar el comtat de Blois (i per tant el castell de Chambord) i el Llenguadoc que també li haurien hagut de pertànyer a la mort del seu oncle Gastó. Felip rebia a més una important renda del rei i treia també més tard ingressos de la construcció del canal d'Orleans.
Aquests ingressos li va permetre doncs viure en un fast equivalent al de la cort. Va ser un gran mecenes? S'invoca sovint el fet que va ser per exemple el protector de Molière i de la seva tropa, i que és gràcies a ell que Molière va actuar per primera vegada davant el rei el 24 d'octubre de 1658. Però de fet la tropa li va ser oferta el mateix mes que el seu castell de Saint-Cloud pel rei i Mazarí l'octubre de 1658, quan no tenia més que divuit anys i quasi no tenia ingressos: el comediant La Grange precisa en el seu Registre que les 300 lliures esterlines anuals promeses a cada comediant mai no havien estat entregades, i per acabar el 1665 Lluís XIV va retirar la tropa al seu germà per fer-ne la seva tropa personal. S'afegeix també que Felip va acollir l'acadèmia de música i l'acadèmia de ball al Palau Reial; de fet la gran sala de teatre del Palau Reial era independent del seu palau, i havia estat donada a Molière per Lluís XIV a la tardor de 1660; després de la mort de Molière, la va donar a Lully que hi va transferir la seva acadèmia de música sense que Monsieur pogués dir res. El que és segur, és que va col·leccionar (com el seu germà) centenars de quadres de mestres pintors i que va acumular joies i pedreries; moltes de les seves obres d'art formen avui part de la pinacoteca del Museu del Louvre de París.
Tenia dues residències principals : 
- el Palau reial que havia rebut en herència i que va condicionar amb grans despeses. Hi organitzava festes i jocs. El seu favorit hi posseïa és clar els seus apartaments.
- Va condicionar després el castell de Saint-Cloud que li fou ofert pel seu germà el 1658 en el qual intenta també nombrosos treballs, en particular la construcció de grans jardins a la francesa i la d'un trianon.

## Al marge del poder
Encara que havent compartit amb el seu germà les humiliacions de la Fronde, durant la seva infantesa, i malgrat talents d'estrateg manifestos i el seu valor al combat, Lluís XIV de França no li va deixar cap marge de maniobra ni cap poder.
Tanmateix, Felip va guanyar victòries en el moment de la guerra d'Holanda (Batalla de la Peene a Noordpeene el 1677) contra el príncep d'Orange (un cosí germà de la seva dona), les seves tropes i els parisencs l'aclamaren. Per gelosia (o per precaució), el seu germà li va prendre a partir d'aquest dia tot comandament militar major. Aquesta batalla de la Peene serà doncs el seu únic fet d'armes.
Monsieur continuarà tota la seva vida apartat del poder pel rei Sol i es dedicarà als seus excessos i als seus castells després d'haver concebut sense plaer sis fills per assegurar la seva descendència tot vigilant escrupolosament l'etiqueta a la cort. Aquest culte a l'etiqueta era gairebé malaltís segons els seus contemporanis. Es baralla amb els altres personatges de la cort perquè els títols precisos de cadascun siguessin respectats; per exemple, discuteix amb els seus cosins Condé per ser l'únic que porta el títol de «Monsieur le Prince».

## Mort

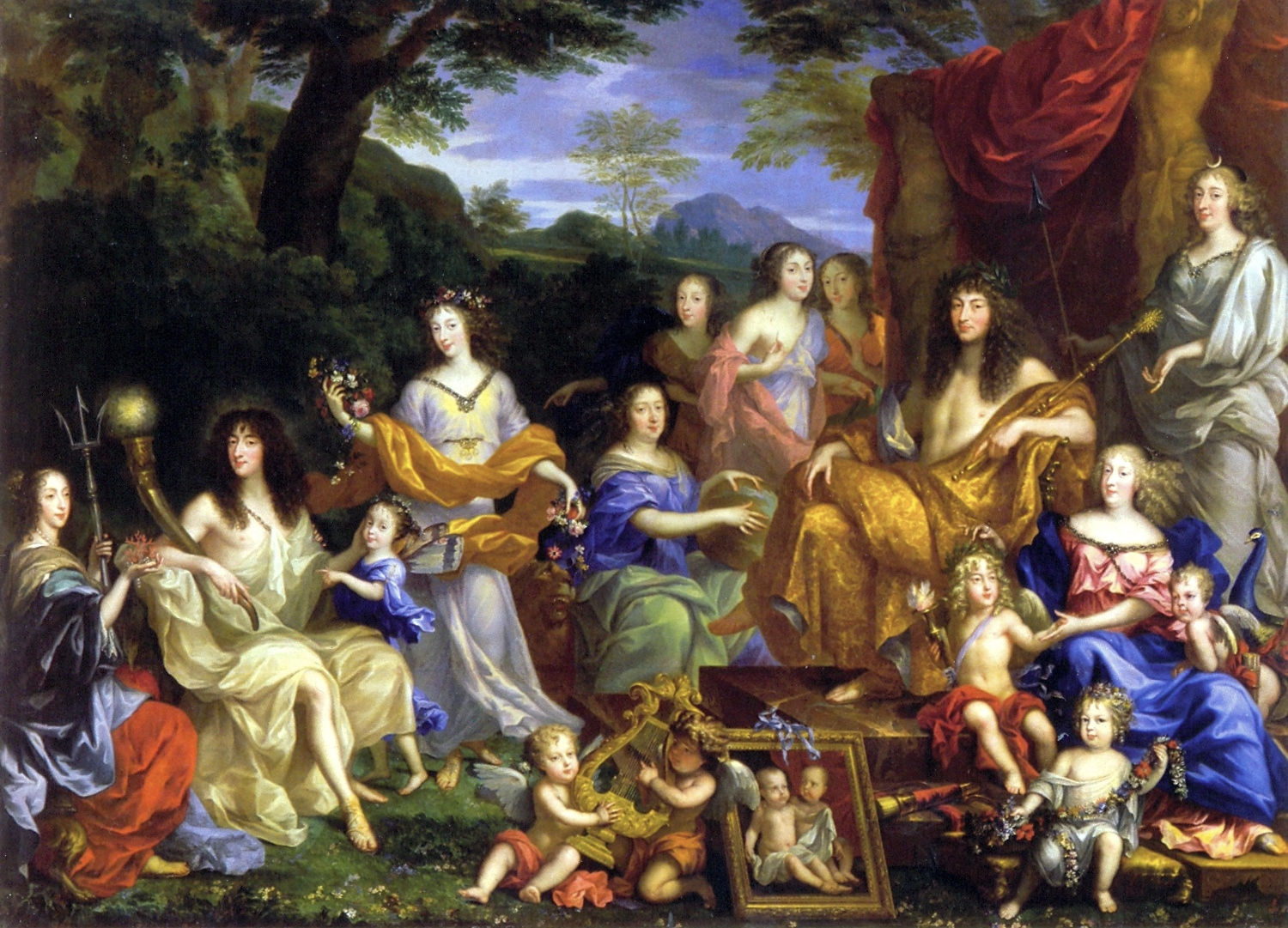
Monsieur (a l'esquerra) de cara al seu germà Lluís XIV de França (a la dreta), enmig de la família reial.

Felip de França va morir a Saint-Cloud el 9 de juny de 1701 al matí, d'una crisi d'apoplexia, després d'una discussió amb el rei sobre el matrimoni dels seus fills.
En efecte, el duc de Chartres, Felip, (el futur regent) havia estat obligat de casar-se amb la Senyoreta de Blois la seva cosina, bastarda legitimada de Lluís XIV, en un intercanvi de càrrecs que mai havia rebut. El duc, al que agradaven molt les dones, enganyava obertament la seva esposa, i el rei havia decidit defensar els interessos de la seva filla. Els dos germans van discutir doncs durant setmanes sobre aquestes càrregues i aquestos enganys. La vetlla de la defunció de Monsieur, el 8 de juny de 1701 al castell de Marly, va esclatar una enèsim altercat durant el qual aquest s'enfrontarà al rei, no vacil·lant a tirar en cara a aquest últim que la seva conducta en matèria conjugal no estava tampoc exempta de tots els retrets. Tornant a Saint-Cloud, el duc d'Orleans va patir a la vesprada un atac que el va fer caure. Va donar el seu últim sospir l'endemà matí, després d'una última visita del sobirà, afligit de manera sincera de l'incident.
El «Rei-Sol» va quedar molt afectat per la seva desaparició i el va plorar molts els dies següents, segons els cronistes de l'època. Malgrat les vexacions constants que havia fet sofrir al seu germà, Lluís XIV se sentia culpable, es diu, de la seva mort. Aquesta tristesa no va ser compartida ni pel cavaller de Lorena, ni per la Palatina (la seva esposa) de qui l'única preocupació del moment va ser de saber com no acabar al convent o retirada (com la tradició i el seu contracte de matrimoni li ho imposaven), no obstant això procurarà cremar ella mateixa secretament les cartes escrites al duc pels seus bufons per tal de no tacar la memòria del seu espòs.

## Títols
Senyor (Mosieur), germà únic del rei, fill de França, duc d'Anjou (del seu naixement fins a 1668) després duc d'Orleans duc de Chartres valois Nemours i Montpensier Châtellerault Saint-Fargeau i Beaupréau, Par de França.
Príncep de Joinville, comte de Dourdan i de Romorantin, comte de Mortain, comte de Bar-sur-Seine, vescomte de Pica i de Domfront, marquès de Coucy i de Folembray, marquès de Mézières, baró de Beaujolais, senyor de Montargis, i cavaller de l'Orde del Sant Esperit.

## Retratats contemporanis
Louis de Rouvroy, duc de Saint-simon va fer un retrat de Monsieur a les seves memòries (Tom 3 - capítol IX).:
També la Princesa palatina descriurà el seu marit en un document escrit.